# Jakartovice
Jakartovice település Csehországban, a Opavai járásban. Jakartovice Budišov nad Budišovkou, Nové Lublice, Litultovice, Lhotka u Litultovic, Mladecko, Hlavnice, Bratříkovice, Kružberk, Svobodné Heřmanice, Leskovec nad Moravicí, Bílčice és Staré Heřminovy településekkel határos. Lakosainak száma 1080 fő (2024. január 1.).

## Népesség
A település lakosságának változását az alábbi diagram mutatja:
| Lakosok száma | 3451 | 3661 | 2843 | 1475 | 1118 | 1060 | 1032 | 1038 | 1081 | 1080 |
|               | 1869 | 1890 | 1921 | 1950 | 1980 | 2001 | 2017 | 2019 | 2022 | 2024 |